# Live at Montreux 2004
Live At Montreux 2004 est un album Live de George Clinton avec son groupe Parliament-Funkadelic sorti chez Eagle Records avec Montreux Sound SA Artwork et George Clinton Enterprises en 2005.

## Liste des morceaux
1. Bop Gun
2. Flashlight / Get Low
3. Something Stank
4. Hard As Steel
5. Yank My Doodle
6. Flashlight (reprise)
7. Not Just Knee Deep
8. Sentimental Journey
9. Not Just Knee Deep (reprise)
10. Up For the Downstroke
11. Bounce 2 This
12. Atomic Dog
13. Whole Lotta Shakin' (edit)